# Rima Cleopatra
La Rima Cleopatra è una formazione geologica della superficie della Luna.
È intitolata alla regina egizia Cleopatra.